# Jorge Novak
Jorge Novak, S.V.D. (San Miguel Arcángel, 4 de marzo de 1928-Quilmes, 9 de julio de 2001) fue un obispo argentino de la Iglesia católica, primer obispo de la diócesis de Quilmes, que destacó por su labor por los más pobres y por su enérgica defensa de los derechos humanos durante la dictadura cívico-militar autodenominada Proceso de Reorganización Nacional. Fue además cofundador del Movimiento Ecuménico por los Derechos Humanos.

## Biografía
Hijo de Jorge Novak y Christina Prediger, Jorge Novak nació en San Miguel Arcángel (Partido de Adolfo Alsina), Provincia de Buenos Aires, Argentina, en el seno de una familia descendiente de alemanes del Volga.
El 1 de marzo de 1947 hizo su primera profesión religiosa en la Congregación del Verbo Divino. Seis años más tarde realizó su profesión perpetua y el 10 de enero de 1954 fue ordenado sacerdote en la ciudad de Bahía Blanca.
En 1958 obtuvo el doctorado en Historia en la Pontificia Universidad Gregoriana de Roma. Fue prefecto de estudiantes de Teología en la Congregación del Verbo Divino, rector del seminario, consejero provincial y desde 1972 superior provincial. En 1976 fue elegido presidente de la Conferencia Argentina de Religiosos (CAR).
El 7 de agosto de 1976, Jorge Novak fue designado primer obispo de la diócesis de Quilmes por Pablo VI. La diócesis de Quilmes había sido creada por Pablo VI mediante la Bula Cupientes Regimini del 2 de agosto de 1976. Novak fue consagrado en la Iglesia Catedral de la Inmaculada Concepción (Quilmes) el 19 de septiembre de ese mismo año.
Durante su ministerio episcopal se desarrolló la diócesis de Quilmes, caracterizada por su opción preferencial por los pobres, la causa de los derechos humanos, el diálogo ecuménico y la creación de numerosas parroquias y capillas, así como el despliegue de muchas iniciativas de atención religiosa y de promoción humana, que evidenciaron rápidamente el espíritu profundamente virtuoso del P. Obispo Jorge Novak.
En 1984 sufrió el síndrome de Guillain-Barré que paralizó totalmente su cuerpo durante un viaje a Costa Rica. No obstante eso, y debido a su incansable esfuerzo, logró recuperar su motricidad.
Novak fue cofundador del Movimiento Ecuménico de los Derechos Humanos (MEDH). Con Jaime de Nevares (obispo emérito de la diócesis de Neuquén), Miguel Hesayne (obispo emérito de la diócesis de Viedma), Vicente Faustino Zazpe (arzobispo de la diócesis de Santa Fe), Enrique Angelelli (obispo de la diócesis de La Rioja) y Carlos Horacio Ponce de León (obispo de la diócesis de San Nicolás de los Arroyos), formó parte del grupo de obispos que denunció más enérgicamente las violaciones a la dignidad humana de la dictadura militar en Argentina, conocida como Proceso de Reorganización Nacional. Esa actitud le valió el mote de "obispo rojo" de parte de los jerarcas militares y la incomprensión de varios de sus colegas.
Falleció en Quilmes el 9 de julio de 2001, a causa de un tumor cancerígeno en el estómago. Por deseo suyo descansa en la Catedral de la Inmaculada Concepción de Quilmes. Novak es recordado por su incansable prédica en favor de los más pobres, su defensa a los derechos humanos, su vida austera, su bajo perfil y su gran espiritualidad.
| Predecesor: Título de nueva creación | Obispo de Quilmes 1976 - 2001 | Sucesor: Luis Teodorico Stöckler |